# Дитрих (пфальцграф Саксонии)
Дитрих (нем. Dietrich, лат. Theodericus, Thiedrich; умер 6 марта 995) — пфальцграф Саксонии с 982 года.
Родителями Дитриха считаются Вальдред и Берта (оба умерли в 984 году). Р. Шёлькопф предполагал, что отцом Дитриха был пфальцграф Саксонии Адальберо.
В 984 году тщетно пытался добиться милости освобожденного из заключения герцога Генриха II Строптивого при проезде его через Саксонию. Вместе со своим братом Зигбертом из Ассельбурга босиком просил его в Корвее о прощении.
По королевской хартии от 10 августа 990 года Зигберт (Зикко I) получил графство в Лисгау, а Дитрих — графство в Астфале с хорошо укреплённым Мундбургом.

## Брак и дети
Был женат на Фритеруне, возможно, дочери пфальцграфа Адальберо. Дети:
- Зигберт
- Бернвард (около 960— 20 ноября 1022, Хильдесхайм), епископ Хильдесхаймский.
- Таммо (умер в 1037), граф Астфалы и Гессенгау
- Титбург
- Юдифь, аббатиса Рингельхеймская.
- Унван[нем.] (умер 27 января 1029, Бремен), архиепископ Гамбургско-Бременский.